# Австрийский институт экономических исследований
Австрийский институт экономических исследований (нем. Das Österreichische Institut für Wirtschaftsforschung, WIFO) — научно-исследовательское учреждение, расположенное в Вене.
Институт занимается анализом австрийских и международных экономических процессов и, на основе этого, кратко- и среднесрочным прогнозированием по заказам государственных организаций и корпораций.
WIFO организован как ассоциация с индивидуальным и коллективным членством.
В состав института входит научная библиотека и компьютерный центр. Институт публикует электронный журнал Austrian Economic Quarterly.